# 平行多面體
在幾何學中，平行多面體是一種可以僅透過平移其副本就能使原始多面體與副本可以面與面重疊並完成空間填充的多面體，不同於一般的空間填充多面體，一般常見的空間填充多面體可能還要藉由旋轉或鏡射才能面與面重疊。同時，平行多面體有相對面互相平行的特性。平行多面體共有5種類型，最早是由葉夫格拉夫·費奧多羅夫在他的晶體學系統研究中給出定義。
平行多面體只能由平行四邊形面、對邊互相平行的六邊形面或其他平行多邊形面構成。平行多面體可以視為平行多邊形在三維空間的類比。

## 分類
任何平行多面體都是環帶多面體，也就是說，平行多面體都是具有中心對稱面的中心對稱多面體。與任何環帶面體一樣，平行多面體可以被構造為線段的閔可夫斯基和，每條線段對應於多面體的其中一組平行邊。對平行多面體而言，這樣的平行邊共會有3至6組。每組平行邊的邊長皆可任意調整。更改某組平行邊的邊長只會延伸或縮小平行多面體的對應邊，而不會改變平行多面體的拓樸組合類型或空間填充屬性。而極端情況則是將具有超過三組平行邊的平行多面體的其中一組平行邊之邊長調整為零，從而產生另一種少了一組平行邊之更簡單的平行多面體形式。與所有環帶面體一樣，這些形狀本身具有2 Ci中心反演對稱性，但透過選擇產生適當的線段，可以產生額外的對稱性。
這五種類型的平行多面體分別是：
- 平行六面体：
由三組不完全平行於公共平面的線段構成。其最高對稱性的形式是立方體，由三個互相垂直的單位長度線段產生。[1]這種類型之平行多面體對應的空間填充模型是立方體堆砌。
- 六角柱：
由四組線段組成。這四組線段中，其中有三組平行於某個公共面，另外一組不平行於該公共面。其最高對稱性的形式是屬於半正多面體的正六角柱，不僅底面要是正六邊形，其側面也要垂直於底面、高與底面邊長相等。[1]這種類型之平行多面體對應的空間填充模型是六角柱堆砌。
- 菱形十二面體：
由四組線段組成。這四組線段中，不存在兩組線段與公共面平行。其最高對稱性的形式是由立方體的四個長對角線所產生的幾何結構。[1]這種類型之平行多面體對應的空間填充模型是菱形十二面體堆砌。
- 菱形六角化十二面體：
由五組線段生成。這五組線段中，可以找到兩組三個平行於某個公共面的線段（兩組中有一條線段共用，故五組線段分成兩組，每組三個）。這種類型的平行多面體可以透過使用立方體的一條邊及其四個長對角線來生成。[1]這種類型之平行多面體對應的空間填充模型是菱形六角化十二面體堆砌。
- 截角八面體：
由六組線段生成。這六組線段中，存在四組每三個一組平行於某個公共面的線段（四組中有部分共用，故六組線段分成四組，每組三個）。其可以作為4-排列多面體嵌入到四維空間中，其頂點為(1, 2, 3, 4)的排列。在三維空間中，這種類型之平行多面體最高的對稱形式可生成於平行於立方體六個面之對角線的六個線段。[1]這種類型之平行多面體對應的空間填充模型是截角八面體堆砌。

任何面與這五種形狀之一具有相同拓樸組合結構的環帶多面體都是平行多面體，無論該環帶多面體特定的角度或邊長是多少，只要環帶多面體滿足上述條件就屬於平行多面體。舉例來說，平行多面體的任何仿射變換都會產生另一個相同類型的平行多面體。
| 名稱               | 立方體 （平行六面體） | 六角柱 延展立方體 | 菱形十二面體       | 菱形六角化十二面體 延展菱形十二面體 | 截角八面體       |
| ------------------ | --------------------- | ----------------- | ------------------ | ----------------------------------- | ---------------- |
| 圖像               |                       |                   |                    |                                     |                  |
| 生成的邊組數       | 3                     | 4                 | 4                  | 5                                   | 6                |
| 邊特性             | 3組邊等長             | 3+1組邊等長       | 4組邊等長          | 4+1組邊等長                         | 6組邊等長        |
| 環帶               | 43                    | 43, 61            | 64                 | 64, 41                              | 6                |
| 頂點數             | 8                     | 12                | 14                 | 18                                  | 24               |
| 邊數               | 12                    | 18                | 24                 | 28                                  | 36               |
| 面數               | 6                     | 8                 | 12                 | 12                                  | 14               |
| 密鋪               |                       |                   |                    |                                     |                  |
| 密鋪的考克斯特符號 | 立方體堆砌 ·          | 六角柱堆砌 ·      | 菱形十二面體堆砌 · | 菱形六角化十二面體堆砌              | 截角八面體堆砌 · |

## 平行多胞體
在幾何學中，平行多胞體是一種可以僅透過平移其副本就能使原始幾何結構與副本幾何結構可以維面與維面重疊，並填滿該種己呵結構所在的空間為杜之空間的多胞形。例如四維的平行多胞體即可以僅透過平移來使幾何結構可以三維胞與三維胞重疊。平行多胞體可以視為平行多邊形以及平行多面體在四維或以上維度空間的類比。
在四維空間種共存在52種不同種類的平行多胞體。